# 少女歌劇団ミモザーヌ
少女歌劇団ミモザーヌ（しょうじょかげきだんミモザーヌ）は、吉本興業がプロデュースする、日本のレヴュー劇団。広井王子が総合演出を務める。公式ウェブサイトでは「ミモザーヌ」について「Mimosane」とする表記も使用されている。

## 概要
2018年10月14日に吉本興業が「京都国際映画祭2018」で、「少女歌劇団プロジェクト」を発表してスタートした。「清く・明るく・麗しく」をテーマに「和の美意識を体現する少女たち」の成長を見守るというコンセプトで運営される。
メンバーの年齢は11歳から19歳までに限定されており、20歳で卒団となる。2021年12月から2022年1月にかけ、最初の「卒団公演」が行われた。
総合演出を務める広井によると、吉本興業会長の大﨑洋と面談した際に共同での企画として「歌劇団」を提案したのが発端で、大﨑が「少女歌劇団」と口にしたため、広井は戦後の日本において少女限定の歌劇団は消滅しており無理であると調査も踏まえて意見したが、大﨑は「ないならやろう」と少女限定で進めたという。

## 歴史
2018年11月1日 - 1期メンバー募集開始。
2019年5月1日 - 1期生合格者18名発表、平均年齢14.05歳。
2019年12月1日 - 2期メンバー募集開始。
2020年11月9日 - 「少女歌劇団プロジェクト」から誕生したグループが『少女歌劇団ミモザーヌ』の名前で活動することを発表。
2020年11月15日 - 大阪なんばYES THEATERにてお披露目ショーケース生配信（1期生14名、2期生9名）。
- 参加メンバー
  - いしばしゆあ　生年月日：2008年2月5日（12歳）、出身地：大阪府
  - いわなみゆうか　生年月日：2007年4月25日（13歳）、出身地：兵庫県
  - みしまかほ　生年月日：2007年4月1日（13歳）、出身地：大阪府
  - たかやあんな　生年月日：2006年12月25日（13歳）、出身地：大阪府
  - ちばひなの　生年月日：2006年8月21日（14歳）、出身地：大阪府
  - いわむらゆきね　生年月日：2005年11月27日（14歳）、出身地：大阪府
  - すずきみあいムェンドワ　生年月日：2005年5月17日（15歳）、出身地：大阪府
  - たかはしまお　生年月日：2005年1月26日（15歳）、出身地：兵庫県
  - すずきゆい　生年月日：2004年4月20日（16歳）、出身地：静岡県
  - もうりさくら　生年月日：2004年4月20日（16歳）、出身地：大阪府
  - いまもりまなか　生年月日：2003年7月1日（17歳）、出身地：京都府
  - おおはしれいあ　生年月日：2003年5月31日（16歳）、出身地：ニューヨーク
  - ちばこゆみ　生年月日：2003年2月3日（17歳）、出身地：東京都
  - きくたまこと　生年月日：2001年10月1日（19歳）、出身地：大阪府

2020年12月29日 - 3期メンバー募集開始。
2020年12月30日 - 1期生はオーディションから1年半、2期生はコロナ禍の影響を受けながら約半年間のレッスンを経て、初の本公演を配信。
2021年8月17日 - 夏公演『Romance～恋するように～』東京・なかのZERO小ホール（東京公演）にて、初の有観客公演を開催（3期生4人お披露目）、2021年8月20日大阪公演（東大阪市文化創造館）。
2021年12月18日 - 4期メンバー募集開始。
2021年12月28日 - 冬公演『Winter Story～きくたまこと卒団公演～』大阪・堺市立東文化会館（メンバー24人）
2022年1月9日 - 東京公演は草月ホール、きくたまことが卒団。団長いまもりまなか、副団長たかはしまお・もうりさくらがそれぞれ就任。
2022年5月1日 - オフィシャルファンクラブ発足 “ミモラブ”、1st.ファンミーティング開催。
2024年10月31日 - 2.5次元舞台「邪神ちゃんドロップキック・新」の出演が発表される。
2025年3月31日をもって活動終了、同時に全員卒団。

## メンバー
2024年9月25日現在。
メンバー名は活動・演出の方針により、全員ひらがな（一部カタカナ）で表記されている。

### 現役メンバー
| 加入期         | 名前                   | 生年月日               | 出身地   | 血液型 | 備考                                                     |
| -------------- | ---------------------- | ---------------------- | -------- | ------ | -------------------------------------------------------- |
| 1期            | ちばひなの             | 2006年8月21日（18歳）  | 大阪府   | O型    | 副団長                                                   |
| いわむらゆきね | 2005年11月27日（19歳） | 大阪府                 | A型      | 団長   |                                                          |
| 2期            | ともだりのあ           | 2008年4月14日（17歳）  | 兵庫県   |        |                                                          |
| 3期            | たなかあかり           | 2009年5月27日（16歳）  | 神奈川県 | AB型   |                                                          |
| 3期            | ひろせしづく           | 2008年9月12日（16歳）  | 北海道   | O型    |                                                          |
| 3期            | さかもとりるは         | 2006年9月13日（18歳）  | 埼玉県   | O型    |                                                          |
| 4期            | すずきよりほサベーラ   | 2010年10月23日（14歳） | 大阪府   | O型    | ケニアと日本のハーフ 姉は、すずきみあいムェンドワ（1期） |
| 4期            | かとうさや             | 2010年5月14日（15歳）  | 愛知県   | B型    |                                                          |
| 5期            | おおためい             | 2011年8月10日（14歳）  | 広島県   | AB型   |                                                          |

### 卒団
| 名前           | 生年月日              | 出身地 | 血液型 | 加入期 | 活動終了日    | 備考                                    |
| -------------- | --------------------- | ------ | ------ | ------ | ------------- | --------------------------------------- |
| きくたまこと   | 2001年10月1日（23歳） | 大阪府 | O型    | 1期    | 2022年1月9日  | 前リーダー                              |
| たかはしまお   | 2005年1月26日（20歳） | 兵庫県 | A型    | 1期    | 2023年8月13日 | 前副団長 元プロ野球選手の髙橋信二の長女 |
| いまもりまなか | 2003年7月1日（22歳）  | 京都府 | B型    | 1期    | 2024年1月7日  | 前団長                                  |
| すずきゆい     | 2004年4月20日（21歳） | 静岡県 | A型    | 1期    | 2024年8月17日 |                                         |

### 退団
| 名前                   | 生年月日               | 出身地       | 血液型 | 加入期 | 活動終了日     | 備考                                                   |
| ---------------------- | ---------------------- | ------------ | ------ | ------ | -------------- | ------------------------------------------------------ |
| うすくらりな           | 2004年9月27日（20歳）  | 千葉県       | B型    | 1期    | 2019年11月20日 | 現 KAIJU ON THE STAGE                                  |
| ちばこゆみ             | 2003年2月3日（22歳）   | 東京都       |        | 1期    | 2021年11月1日  |                                                        |
| おおはしれいあ         | 2003年5月31日（22歳）  | ニューヨーク |        | 1期    | 2022年3月22日  |                                                        |
| やましたあまね         | 2004年8月23日（20歳）  | 千葉県       | O型    | 3期    | 2022年6月6日   |                                                        |
| いとうみにぃ           | ????年??月??日         |              |        | 2期    | 2022年6月20日  |                                                        |
| みしまかほ             | 2007年4月1日（18歳）   | 大阪府       |        | 1期    | 2022年7月15日  |                                                        |
| ろれあ                 | ????年??月??日         | 兵庫県       |        | 2期    | 2022年10月20日 |                                                        |
| たぐちえみる           | ????年??月??日         | 大阪府       |        | 2期    | 2022年11月17日 |                                                        |
| もうりさくら           | 2004年4月20日（21歳）  | 大阪府       |        | 1期    | 2023年2月24日  | 前副団長                                               |
| いわなみゆうか         | 2007年4月25日（18歳）  | 兵庫県       |        | 1期    | 2023年5月8日   | 現 NMB48（10期生）                                     |
| あんどうはな           | 2008年12月17日（16歳） | 兵庫県       |        | 2期    | 2023年5月8日   |                                                        |
| いでいゆき             | 2006年4月6日（19歳）   | 大阪府       |        | 2期    | 2023年5月8日   |                                                        |
| いしばしゆあ           | 2008年2月5日（17歳）   | 大阪府       |        | 1期    | 2023年6月10日  |                                                        |
| わたなべおとは         | 2006年10月24日（18歳） | 神奈川県     | AB型   | 5期    | 2023年10月20日 |                                                        |
| たかやあんな           | 2006年12月25日（18歳） | 大阪府       | B型    | 1期    | 2024年5月15日  |                                                        |
| みやはらにこ           | 2008年8月12日（17歳）  | 大阪府       | AB型   | 2期    | 2024年8月18日  |                                                        |
| こじまさいか           | 2010年11月14日（14歳） | 大阪府       | O型    | 4期    | 2024年8月18日  |                                                        |
| すずきみあいムェンドワ | 2005年11月27日（19歳） | 大阪府       | O型    | 1期    | 2024年8月31日  | ケニアと日本のハーフ 妹は、すずきよりほサベーラ（4期） |
| しものあやめ           | 2008年6月3日（17歳）   | 兵庫県       | O型    | 2期    | 2024年8月31日  |                                                        |
| しろみゆ               | 2006年11月21日（18歳） | 高知県       |        | 2期    | 2024年8月31日  |                                                        |
| ともだしづく           | 2010年10月21日（14歳） | 香川県       | B型    | 4期    | 2024年9月30日  |                                                        |
| おかべはなこ           | 2008年11月11日（16歳） | 兵庫県       | A型    | 4期    | 2024年12月27日 |                                                        |
| みつふじまりん         | 2010年6月24日（15歳）  | 大阪府       | O型    | 5期    | 2024年12月27日 |                                                        |

## 出演

### テレビ
- うたコン（NHK総合）
  - 2023年11月28日「東京の屋根の下」（新納慎也のバックダンサー）
  - 2024年4月23日「紅の蝶」（山内惠介のバックダンサー）
  - 2024年8月27日「ホワット・ア・フィーリング～フラッシュダンス」（麻倉未稀のバックダンサー）
  - 2024年9月24日「京都慕情」（丘みどりのバックダンサー）
  - 2025年3月11日「炎のkiss」（新浜レオンのバックダンサー）

- 第24回わが心の大阪メロディー（NHK総合）
  - 2024年11月5日「ハギャレン×DJ KOO」（おむすび☆パラパラ Remix　のバックダンサー）

### ラジオ
- FM大阪「よふかしミモザーヌ」[25]（2022年5月5日 - 12月29日）
- AuDee「Romanceをしゃべりたい」[26][27]

## 写真集
- デジタル写真集『清く、明るく、麗しく。』 - いまもり・いわむら・すずきゆい